# Keylogger

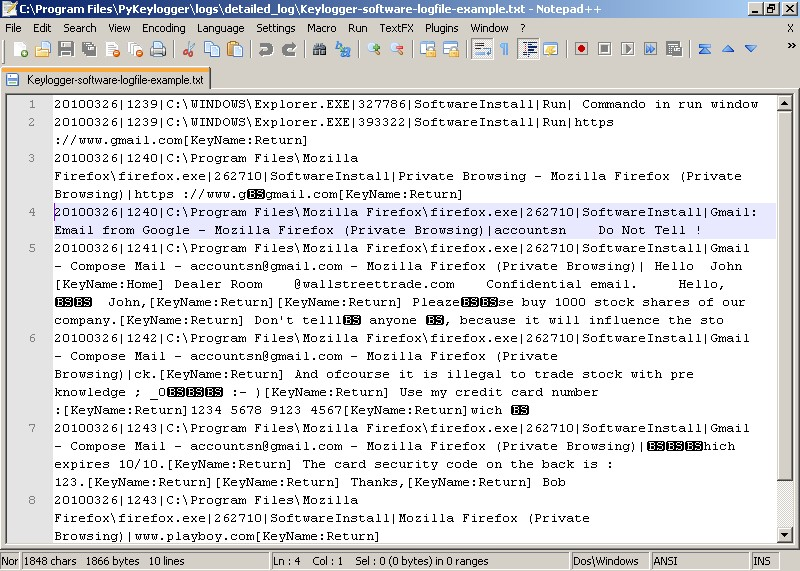
Logdatei eines Software-Keyloggers.

Ein Keylogger (dt. „Tasten-Protokollierer“) ist eine Hard- oder Software, die dazu verwendet wird, die Eingaben des Benutzers an der Tastatur eines Computers zu protokollieren und damit zu überwachen oder zu rekonstruieren. Keylogger werden beispielsweise von Crackern, Nachrichtendiensten oder Ermittlungsbehörden verwendet, um an vertrauliche Daten – etwa Kennwörter oder PINs – zu gelangen. Ein Keylogger kann entweder sämtliche Eingaben aufzeichnen oder gezielt auf Schlüsselwörter wie z. B. Zugangscodes warten und dann erst aufzeichnen, um Speicherplatz zu sparen.

## Software-Keylogger
Software-Keylogger schalten sich zwischen Betriebssystem und Tastatur, lesen die Tastendrucke und geben sie an das Betriebssystem weiter. Manche Keylogger speichern die Eingaben auf der Festplatte des überwachten Rechners, andere senden sie über das Internet an einen anderen Rechner.
Ein Beispiel ist die Software inputlog der Universität Antwerpen, die zur wissenschaftlichen Untersuchung des Schreibprozesses verwendet wird.

## Hardware-Keylogger

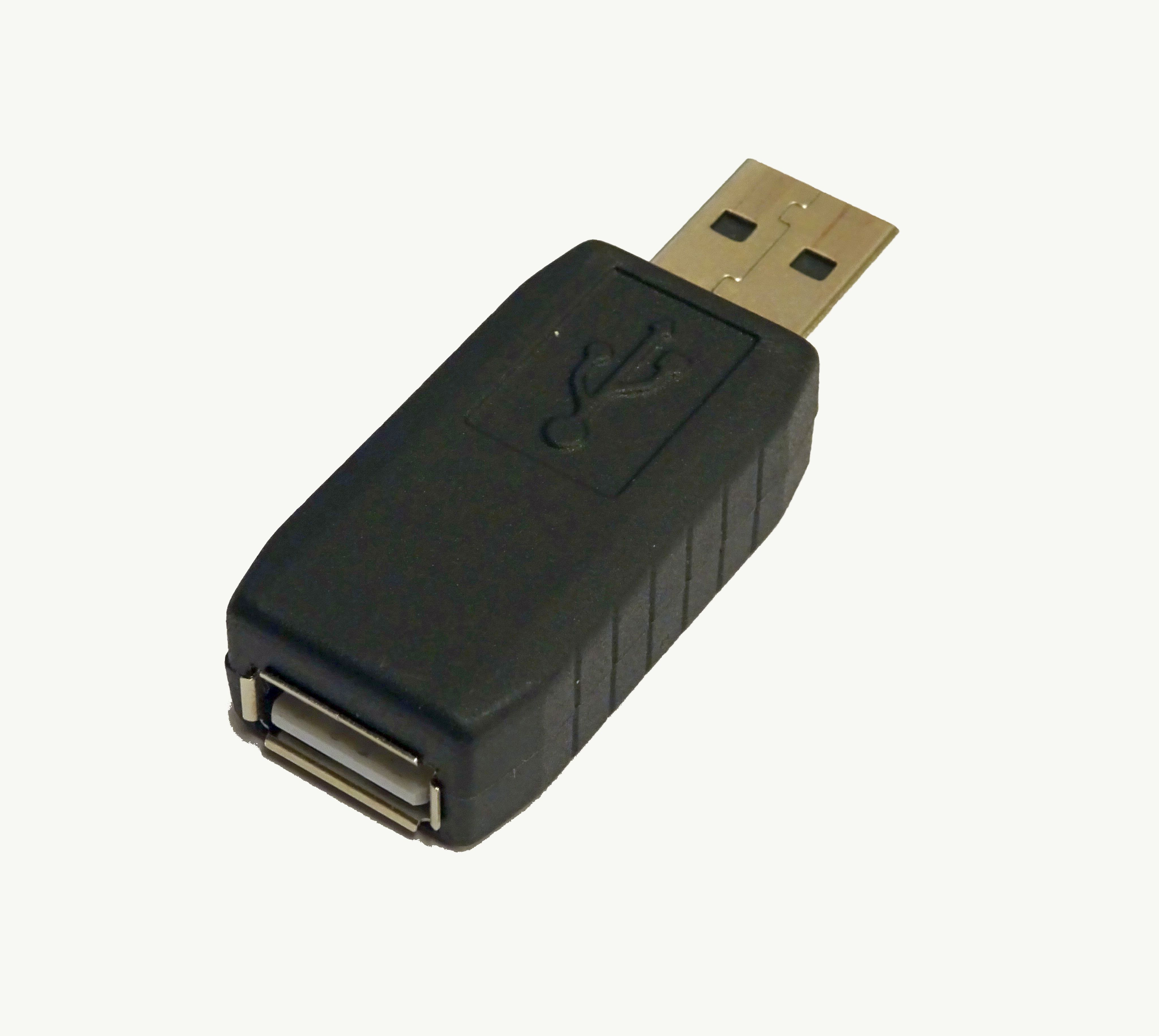
Keylogger-Modul für USB-Tastaturen

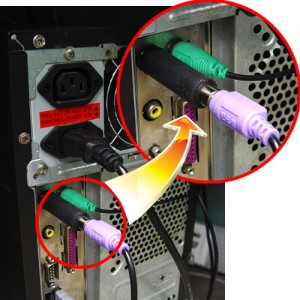
Ein zwischengesteckter Keylogger auf Hardware-Basis

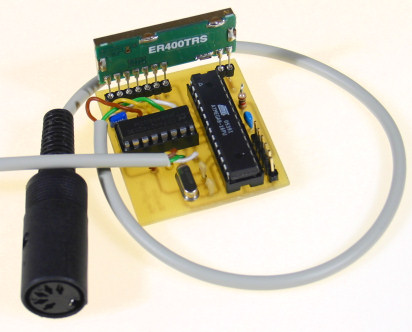
RadioKeySniff. Machbarkeitsstudie für einen Keylogger für DIN-Stecker, der Daten per Funk weiterleitet.

Hardware-Keylogger erfordern einen unmittelbaren physischen Zugang zu dem betroffenen Computer. Sie werden in Situationen verwendet, in denen eine Installation von Software-Keyloggern nicht möglich, nicht sinnvoll oder zu aufwändig ist. Hardware-Keylogger werden direkt zwischen Tastatur und Rechner gesteckt und können somit innerhalb von Sekunden angebracht werden. Geräte, welche die ausgespähten Daten in einem integrierten Speicher (RAM, EPROM etc.) ablegen, werden später dann wieder entfernt. Die von ihnen protokollierten Eingaben werden dann an einem anderen Computer ausgelesen. Andere Techniken versenden die mitprotokollierten Daten über Netzwerke oder per Funk. Die einfachste Möglichkeit Hardware-Keylogger zu erkennen, besteht darin, die eingesetzte Hardware (primär Tastatur sowie Verbindungskabel zwischen Tastatur und Computer) zu untersuchen. Jedoch besteht für viele der erhältlichen Modelle auch die Möglichkeit, diese mittels Software zu erkennen.

## Recht (Deutschland)
In Deutschland ist der unerlaubte (ohne Einverständnis erfolgende) Einsatz von Keyloggern an fremden Computern als Ausspähen von Daten gemäß § 202a des Strafgesetzbuches strafbar. Unternehmen, die Keylogger an den Firmencomputern einsetzen wollen, müssen zuvor die Zustimmung des Betriebsrats einholen. Zudem darf gemäß Ziffer 22 des Anhangs zur Bildschirmarbeitsverordnung „ohne Wissen der Benutzer […] keine Vorrichtung zur qualitativen oder quantitativen Kontrolle verwendet werden“.

## Schutz vor Keyloggern
Schützen kann man sich vor Hardware-Keyloggern mit einer virtuellen Tastatur. Die Eingaben dieser Bildschirmtastatur zeichnet der Keylogger nicht mit auf. Deshalb ist es ratsam, diese zu nutzen, um sich vor Hardware-Keyloggern zu schützen. Gegen Softwarekeylogger bietet dies allerdings keinen Schutz.
Zum Schutz vor Software-Keyloggern sollte man sein System mit Anti-Spyware-Programmen oder aktuellen Virenscannern auf dem neuesten Stand halten. Auf fremden Rechnern kann man sich gegen Tastaturlogger durch gezielte „Durchwürfelung“ der Tastatureingaben schützen: Wenn man sich z. B. auf einer Webseite anmeldet, entfernt man zwischen den einzelnen Zeicheneingaben des Passwortes den Fokus des Cursors, indem man auf eine freie Stelle der Webseite klickt, tippt die verunreinigenden Buchstaben ein und tippt am Passwort weiter. Grenzen und eine genauere Beschreibung der Methode sind in „How To Login From an Internet Cafe Without Worrying About Keyloggers“ (Weblinks) zu finden.